# Cal Toni (Sant Martí Sarroca)
Cal Toni és una obra de Sant Martí Sarroca (Alt Penedès) protegida com a Bé Cultural d'Interès Local.

## Descripció
Masia composta de planta baixa, pis i golfes, amb coberta a dues vessants. Portal d'arc de mig punt reformat (i un altre, al costat, tapiat), finestres amb llinda i terrat lateral adossat, amb balaustres de terra cuita. Façana lateral, arcs de mig punt cegats. Palmeres, jardí davanter i edificis agrícoles annexos.